# ژنویو لوید
ژنویو لوید (به انگلیسی: Genevieve Lloyd)، (متولد ۱۶ اکتبر ۱۹۴۱ در کوتاموندرا نیو ساوت ولز) یک فیلسوف و فمینیست استرالیایی است.

## زندگی
لوید در ابتدا در دهه ۹۰ میلادی در رشتهٔ فلسفه در دانشگاه سیدنی تحصیل کرد و سپس به کالج سامرویل دانشگاه آکسفورد رفت. وی در سال ۱۹۷۳م دکترای فلسفهٔ خود را گرفت و از سال ۱۹۶۷ تا ۱۹۸۷ در دانشگاه بین‌المللی استرالیا مشغول به تدریس شد در حالی که روی ایده اش برای نوشتن کتاب عقل مذکر که در سال ۱۹۸۴ به چاپ رسید، کار می‌کرد. لوید در سال ۱۹۸۷ اولین زن استاد دانشگاه فلسفه ای شد که در استرالیا و در دانشگاه نیو ساوت ولز به عضویت هیئت علمی دانشگاه منصوب شد.

## آثار و دیدگاه‌ها
ژنویو لوید به دلیل بررسی انتقادی سنت فلسفهٔ غرب از منظر فمینیستی شناخته می‌شود. او در آثار خود، به‌ویژه در کتاب «عقل مذکر»، نشان می‌دهد که چگونه مفاهیم کلیدی فلسفه، مانند عقل، ذهن و خود، با پیش‌فرض‌های جنسیتی مردانه شکل گرفته‌اند.

### عقل مذکر
در این کتاب، لوید نشان می‌دهد که چگونه مفهوم عقل در فلسفهٔ غرب، به‌طور سنتی با مردانگی مرتبط دانسته شده و زنان از آن محروم شده‌اند. او استدلال می‌کند که این پیش‌فرض جنسیتی، تأثیر عمیقی بر شکل‌گیری مفاهیم فلسفی و ساختارهای اجتماعی داشته است.

### هستی در زمان
در این کتاب، لوید به بررسی مفهوم خود و روایت در فلسفه و ادبیات می‌پردازد. او نشان می‌دهد که چگونه داستان‌هایی که دربارهٔ خودمان می‌گوییم، هویت ما را شکل می‌دهند و چگونه این داستان‌ها تحت تأثیر عوامل اجتماعی و فرهنگی قرار می‌گیرند.

### اسپینوزا و کتاب اخلاق
این کتاب به زندگی و آرای اسپینوزا، فیلسوف مشهور هلندی قرن هفدهم می‌پردازد. اسپینوزا یکی از بزرگ‌ترین خردگرایان و جبرگرایان فلسفه قرن هفدهم و زمینه‌ساز ظهور نقد مذهبی و همچنین عصر روشنگری در قرن هجدهم به‌شمار می‌رود.

## تأثیرگذاری
ژنویو لوید به عنوان یکی از پیشگامان فلسفهٔ فمینیستی در استرالیا و جهان شناخته می‌شود. آثار او تأثیر قابل توجهی بر تحقیقات فمینیستی و مطالعات جنسیتی داشته است.